# Conway (útes)
Útes Conway, (fidžijsky Ceva-I-Ra, IPA [ðe βa i ra]) je tři kilometry dlouhý korálový útes nacházející se na 21,77° jižní šířky a 174,52° východní délky. Jádro útesu tvoří písečný nános 600 metrů dlouhý a 1,5 metrů vysoký. Útes je neobydlený. Objeven byl v roce 1838 britským námořním důstojníkem a kapitánem lodi HMS Conway Drinkwaterem Bethunem. Zanesen do map byl o několik let později kapitánem Denhamem z lodi HMS Herald.
Na útesu se nachází dva lodní vraky z let 1979 a 1981. V roce 1983 byla na ostrově zaznamenána vegetace, ale již roku 1985 byl opět holý.